# 日産・MID4
MID4（ミッドフォー）は、日産自動車が1985年9月に開催されたフランクフルトモーターショーで発表したスポーツカー・プロトタイプである。名前の由来は「ミッドシップ」レイアウトと駆動方式の「フルタイム4WD」から。
なお、本記事では1987年発表のMID4-IIについても取り扱う。

## 概要
元々は1980年代後半から1990年代を見据えた車両開発のための高速実験車としての役割と、当時日産が主にサファリラリーを中心に参戦していたWRCで導入される予定だった新カテゴリ「グループS」への参戦を念頭に開発されたプロトタイプ車である。
リトラクタブル・ヘッドライトを採用した2シーターの車体に、従来のVGエンジンをDOHC化した新開発エンジンである、排気量3,000ccのVG30DE型V型6気筒DOHCエンジン（230PS/28.5kgm）をミッドシップに横置き搭載し、フルタイム四輪駆動方式とダイアゴナルAアーム式リアサスペンション及びHICASを採用した。また、車体外板にはデザインの自由度を高めるためFRPを採用している。なお、この車両のインテリアは、S13シルビアの開発の際に次点となった案を採用している。
純粋な技術開発車として製作され、発売予定は無かったがその反響の高さから市販化が検討され、1987年の第27回東京モーターショーでは発展型のMID4-IIが発表された。スタイルはいつ市販されてもおかしくないほどに洗練されたものとなり、インテリアデザインにおいてはその後に発売されるS13シルビアやZ32フェアレディZへと繋がるデザインモチーフともなった。サスペンションもI型では前後マクファーソンストラット式であったが、II型ではフロントがダブルウィッシュボーン式、リアがマルチリンク式に変更された。またエンジンも縦置きに搭載し直してインタークーラーツインターボ化（VG30DETT型）され、最高出力/最大トルクはそれぞれ330PS/39.0kgmにまで向上した。
しかし、最終的には市販には至らなかった。これは過剰な設備投資により日産自動車の財務状況が悪化していたことや、総合自動車メーカーとして採算面での問題がクリアできなかったことが理由とされる。当時、日産自動車の開発部門マネージャーとしてヨーロッパに駐在し、ヴァイザッハにあるポルシェの研究所にも出入りしていた武井道男によれば、当時市販化に向けて3代目の試作車をどうするかを検討するにあたり、ポルシェ・959を発売したばかりのポルシェに相談するよう日産自動車の副社長より指示があった。そこでポルシェに相談したところ、「959のようなクルマは、採算を度外視して、ポルシェが持てる力を全部そこに集中して初めて出来るようなクルマなんだ。そのためには、それこそが我らの仕事だと発想できるような組織が必要だ。組織というのは、つまり人間だよ。かじり付いてでも完成させるんだ！我らの技術の粋を見せてやるんだ！！っていう気概を持って仕事に取り組んでいる人間で構成されている組織かどうかということだ。ポルシェはそうだ。日産は、どうなんだい？」という返答があり、それを日産本社に伝えたところ、あっという間に中止の結論が出たという。
また自動車評論家の岡崎宏司は、追浜のテストコースでMID4-IIを試乗した際の体験談として「リアの据わりが悪く、クルマ全体の挙動もつかみどころがない。とにかく「怖かった！」」と語っており、サスペンションセッティング等が煮詰められていなかったことが窺える。
しかし、このモデルで培われたエンジン、シャーシ、ハンドリング、サスペンション、デザイン等のテクノロジーはその後の日産市販車に受け継がれた。例えばVG30DE型エンジンは1986年に日本初のV型6気筒DOHCの量販エンジンとして、それぞれ185PSと190PSにデチューンされてF31型レパードとZ31型フェアレディZに搭載された。VG30DETT型エンジンは280PSにデチューンの上でZ32型フェアレディZに採用され、これは後の日本国内におけるエンジン出力の自主規制値にもなっている。また、4WDと4WSの組み合わせは後にATTESA E-TSとSUPER HICASの組み合わせで、R32スカイラインGT-Rへと昇華した。
上述のとおり、エクステリアは市販車に近い完成度であったことから人気が高く、コンセプトカーとしては珍しくプラモデルやミニカーが多数発売されていた。